# Теорема Тебо

Теорема Тебо — три теореми планіметрії, приписувані Віктору Тебо.

## Теорема Тебо 1
| Центри квадратів, побудованих на сторонах паралелограма, лежать у вершинах квадрата. |

Ця теорема є окремим випадком теореми ван Обеля і аналогічна теоремі Наполеона.

## Теорема Тебо 2
| Якщо на кожній із двох сусідніх сторін квадрата побудувати по рівносторонньому трикутнику (або обидва всередину, або обидва зовні квадрата), то вершини цих 2 трикутників, що не є вершинами квадрата, і вершина квадрата, що не є вершиною трикутників, утворюють рівносторонній трикутник. |

## Теорема Тебо 3

Теорема Тебо

З'явилася в 1930-х роках.
| Нехай {\displaystyle ABC} — довільний трикутник, {\displaystyle D} — довільна точка на стороні {\displaystyle BC}, {\displaystyle I_{1}} — центр кола, дотичного до відрізків {\displaystyle AD,BD} і описаного навколо {\displaystyle \Delta ABC} кола, {\displaystyle I_{2}} — центр кола, дотичного до відрізків {\displaystyle CD,AD} і описаного навколо {\displaystyle \Delta ABC} кола. Тоді відрізок {\displaystyle I_{1}I_{2}} проходить через точку {\displaystyle I} — центр кола, вписаного в {\displaystyle \Delta ABC}, і при цьому {\displaystyle I_{1}I:II_{2}=\operatorname {tg} ^{2}{\frac {\phi }{2}}}, де {\displaystyle \phi =\angle BDA}. |

## Варіації до теореми Тебо 3

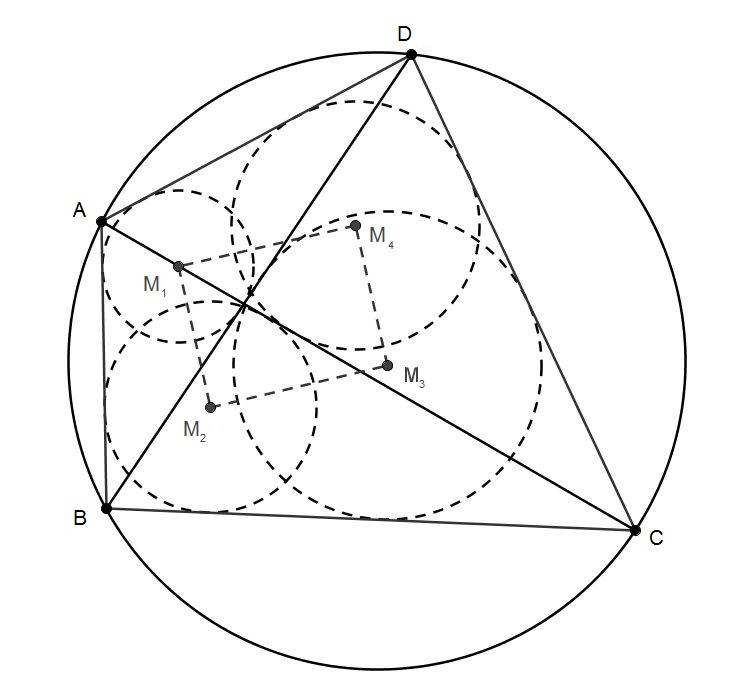

Японська теорема про вписаний в коло чотирикутник :
| Теорема. Якщо у вписаному в коло чотирикутнику провести діагональ, а в отримані два трикутники вписати два кола, потім аналогічно вчинити, провівши другу діагональ, тоді центри утворених чотирьох кіл є вершинами прямокутника. |